# Décès en août 1974
Décès
- 1970
- 1971
- 1972
- 1973
- 1974
- 1975
- 1976
- 1977
- 1978

Pour une information complémentaire, voir la page d'aide.

| Date    | Nom              | Pays                 | Activités                            | Âge | Source |
| ------- | ---------------- | -------------------- | ------------------------------------ | --- | ------ |
| 15 août | Geneviève Rostan | Drapeau de la France | Illustratrice et graveuse française. | 88  |        |